# Dutch Open 2006
Il Dutch Open 2006 (conosciuto anche come Priority Telecom Open) è stato un torneo di tennis giocato sulla terra rossa. È stata la 49ª edizione del Dutch Open, che fa parte della categoria International Series nell'ambito dell'ATP Tour 2006. Si è giocato allo Sportlokaal de Bokkeduinen di Amersfoort nei Paesi Bassi, dal 17 al 23 luglio 2006.

## Campioni

### Singolare
Novak Đoković ha battuto in finale  Nicolás Massú con il punteggio di 7–6(5), 6–4

### Doppio
Alberto Martín /  Fernando Vicente hanno battuto in finale  Lucas Arnold Ker /  Christopher Kas con il punteggio di 6–4, 6–3